# Amphiura canadensis
Amphiura canadensis is een slangster uit de familie Amphiuridae.
De wetenschappelijke naam van de soort werd in 1899 gepubliceerd door Addison Emery Verrill.